# Wenceslaus III van Oława
Wenceslaus III van Oława (1400 - tussen 14 januari en 28 mei 1423), was hertog van  Oława (Ohlau) in Silezië van 1419/20 tot zijn dood. Hij was de tweede zoon van Hendrik IX, hertog van Lubin en van Anna, dochter van Przemyslaw I Noszak, hertog van Teschen.
Na de dood van hun vader tussen 1419 en 1420, erven Wenceslaus III en zijn jongere broer Lodewijk III gezamenlijk de hertogdommen Oława en Niemcza. Hun oudere broer Ruprecht II kreeg de hertogdommen Lubin en Chojnów.
Wenceslaus bleef ongehuwd en had geen nageslacht. Na zijn dood werd zijn broer Lodewijk III alleen hertog in Oława en Niemcza.